# Емілі Лесюр
Емілі Лесюр (англ. Emily LeSueur, 7 листопада 1972) — американська синхронна плавчиня.
Олімпійська чемпіонка 1996 року.